# Нендзежев (Великопольське воєводство)
Нендзежев (пол. Nędzerzew) — село в Польщі, у гміні Опатувек Каліського повіту Великопольського воєводства.
Населення — 53 особи (2011).
У 1975-1998 роках село належало до Каліського воєводства.

## Демографія
Демографічна структура станом на 31 березня 2011 року:
|          | Загалом | Допрацездатний вік | Працездатний вік | Постпрацездатний вік |
| -------- | ------- | ------------------ | ---------------- | -------------------- |
| Чоловіки | 27      | 6                  | 18               | 3                    |
| Жінки    | 26      | 7                  | 13               | 6                    |
| Разом    | 53      | 13                 | 31               | 9                    |